# Adem Furkan Avcı
Adem Furkan Avcı (* 1. Januar 1996 in Antalya) ist ein türkischer Boxer im Weltergewicht.

## Karriere
Adem Furkan Avcı begann 2007 mit dem Boxen und trainierte beim Club Kepez Belediyespor, wo er von Deniz Tahincioğlu trainiert wurde.
Er gewann 2010 im Bantamgewicht jeweils die Türkische Juniorenmeisterschaft und die Schüler-Europameisterschaft in Jambol, nachdem er sich gegen die Starter aus Armenien, Russland und Aserbaidschan durchgesetzt hatte. 2012 gewann er zudem im Leichtgewicht die Junioren-Europameisterschaft in Sofia; er siegte dabei gegen die Starter aus Polen, Armenien, Österreich und Russland.
2013 wurde er Türkischer Jugendmeister im Halbweltergewicht und startete bei der Jugend-Europameisterschaft in Rotterdam, wo er im Viertelfinale gegen den Ukrainer Jaroslaw Samofalow ausschied.
2014 wurde er erneut Türkischer Jugendmeister im Halbweltergewicht und nahm an der Jugend-Weltmeisterschaft in Sofia teil, wo er seine Gegner aus den Niederlanden, den Vereinigten Staaten und Belarus besiegte, im Viertelfinale gegen den Russen Bibert Tumenow unterlag, jedoch in den Box-Offs noch den Starter aus Moldau besiegte und sich damit für die Olympischen Jugend-Sommerspiele 2014 in Nanjing qualifizierte. Dort gewann er gegen Richárd Tóth aus Ungarn und erreichte das Halbfinale, wo er zwar gegen den Italiener Vincenzo Arecchia verlor, jedoch beim Kampf um die Bronzemedaille im Halbweltergewicht diesmal Bibert Tumenow besiegen konnte. Bei der Jugend-Europameisterschaft desselben Jahres in Zagreb verlor er hingegen in der Vorrunde gegen den Engländer Patrick McDonagh.
Bei den Europaspielen 2015 in Baku schlug er András Vadász aus Ungarn, verlor jedoch anschließend gegen Vincenzo Mangiacapre aus Italien.
Seinen nächsten internationalen Auftritt bestritt er bei der Weltmeisterschaft 2021 in Belgrad, wo er in der Vorrunde gegen den Inder Akash Sangwan unterlag. Im Achtelfinale der Europameisterschaft 2022 in Jerewan verlor er gegen den Schotten Reese Lynch.

## Sonstiges
Avcı ist neben seiner Boxkarriere Sportlehrer an der Schule Neşet Yalçın in Darıca (Stand: 2022).